# The Buddhist Priestess
The Buddhist Priestess è un cortometraggio muto del 1911. Il nome del regista non viene riportato.
Fu il primo film alla Tanhouser per Florence La Badie che, in agosto, aveva lasciato la Biograph.

## Produzione
Il film fu prodotto dalla Thanhouser Film Corporation.

## Distribuzione
Distribuito dalla Motion Picture Distributors and Sales Company, il film - un cortometraggio in una bobina - uscì nelle sale cinematografiche statunitensi il 12 settembre 1911.